# Chefe (heráldica)

Argent um chefe gules.

Em linguagem heráldica, chefe é uma peça que ocupa o terço superior de um escudo. 